# UFC on ESPN: Hermansson vs. Vettori
UFC on ESPN: Hermansson vs. Vettori (conosciuto anche come UFC on ESPN 19, oppure UFC Vegas 16) è stato un evento di arti marziali miste tenuto dalla Ultimate Fighting Championship il 5 dicembre 2020 all'UFC APEX di Las Vegas, negli Stati Uniti.

## Risultati
|                  | Divisione               |                 |                 |                       | Metodo                                       | Round           | Tempo           | Premio          |
| Card Principale  | Card Principale         | Card Principale | Card Principale | Card Principale       | Card Principale                              | Card Principale | Card Principale | Card Principale |
| ---------------- | ----------------------- | --------------- | --------------- | --------------------- | -------------------------------------------- | --------------- | --------------- | --------------- |
|                  | Pesi medi               | Marvin Vettori  | batte           | Jack Hermansson       | Decisione unanime (49–46, 49–46, 49–45)      | 5               | 5:00            | FOTN            |
|                  | Catchweight (207.5 lbs) | Jamahal Hill    | batte           | Ovince Saint Preux    | KO tecnico (pugni)                           | 2               | 3:37            |                 |
|                  | Pesi leggeri            | Gabriel Benítez | batte           | Justin Jaynes         | KO tecnico (ginocchiata al corpo e gomitate) | 1               | 4:06            | POTN            |
|                  | Pesi mediomassimi       | Roman Dolidze   | batte           | John Allan            | Decisione non unanime (28–29, 30–27, 29–28)  | 3               | 5:00            |                 |
|                  | Pesi leggeri            | Jordan Leavitt  | batte           | Matt Wiman            | KO (slam)                                    | 1               | 0:22            | POTN            |
| Card Preliminare |                         |                 |                 |                       |                                              |                 |                 |                 |
|                  | Pesi gallo              | Louis Smolka    | batte           | José Alberto Quiñónez | KO tecnico (pugni)                           | 2               | 2:15            |                 |
|                  | Pesi piuma              | Ilia Topuria    | batte           | Damon Jackson         | KO (pugno)                                   | 1               | 2:38            |                 |
|                  | Pesi massimi            | Jake Collier    | batte           | Gian Villante         | Decisione unanime (30–27, 30–27, 30–27)      | 3               | 5:00            |                 |

## Premi
I lottatori premiati ricevettero un bonus di 50.000 dollari.
Legenda:
- FOTN: Fight of the Night (vengono premiati entrambi gli atleti per il miglior incontro dell'evento)
- POTN: Performance of the Night (viene premiato il vincitore per la migliore performance dell'evento)